# Olešenka
Olešenka (do roku 1950 Olešná, německy Woleschna) je nejvýchodnější obec v okrese Havlíčkův Brod v Kraji Vysočina. Žije zde 181 obyvatel.

## Historie
První písemná zmínka o obci pochází z 6. dubna 1356 a je obsažena v listině, kterou předal Čeněk z Lipé svému strýci Ješku z Pirkštejna. V této době už pravděpodobně Volešná či Olešná (její původní název) několik desítek let existovala. Po husitských válkách ves patřila k polenskému panství.
V polovině 20. století byla obec přejmenována na Olešenku.

## Přírodní poměry
Nejvýše položený bod obce je kopec s výškou 604 m n. m.

## Obyvatelstvo
| Rok            | 1869 | 1880 | 1890 | 1900 | 1910 | 1921 | 1930 | 1950 | 1961 | 1970 | 1980 | 1991 | 2001 | 2011 | 2021 |
| -------------- | ---- | ---- | ---- | ---- | ---- | ---- | ---- | ---- | ---- | ---- | ---- | ---- | ---- | ---- | ---- |
| Počet obyvatel | 309  | 336  | 334  | 311  | 302  | 314  | 293  | 236  | 237  | 213  | 191  | 197  | 189  | 183  | 192  |
| Počet domů     | 42   | 42   | 42   | 42   | 42   | 46   | 53   | 55   | 55   | 51   | 51   | 58   | 64   | 63   | 63   |

## Obecní správa

### Obecní symboly
Znak a vlajka byly obci uděleny rozhodnutím předsedkyně Poslanecké sněmovny Parlamentu České republiky dne 9. listopadu 2010.

## Pamětihodnosti
- Na návsi u rybníka pod lipami se nachází pseudogotická kaplička se zvoničkou z roku 1901. Uvnitř se nachází oltář se sochami světců z konce 18. století.[9]
- Smírčí kámen – v lese směrem na Poříčí.

## Galerie

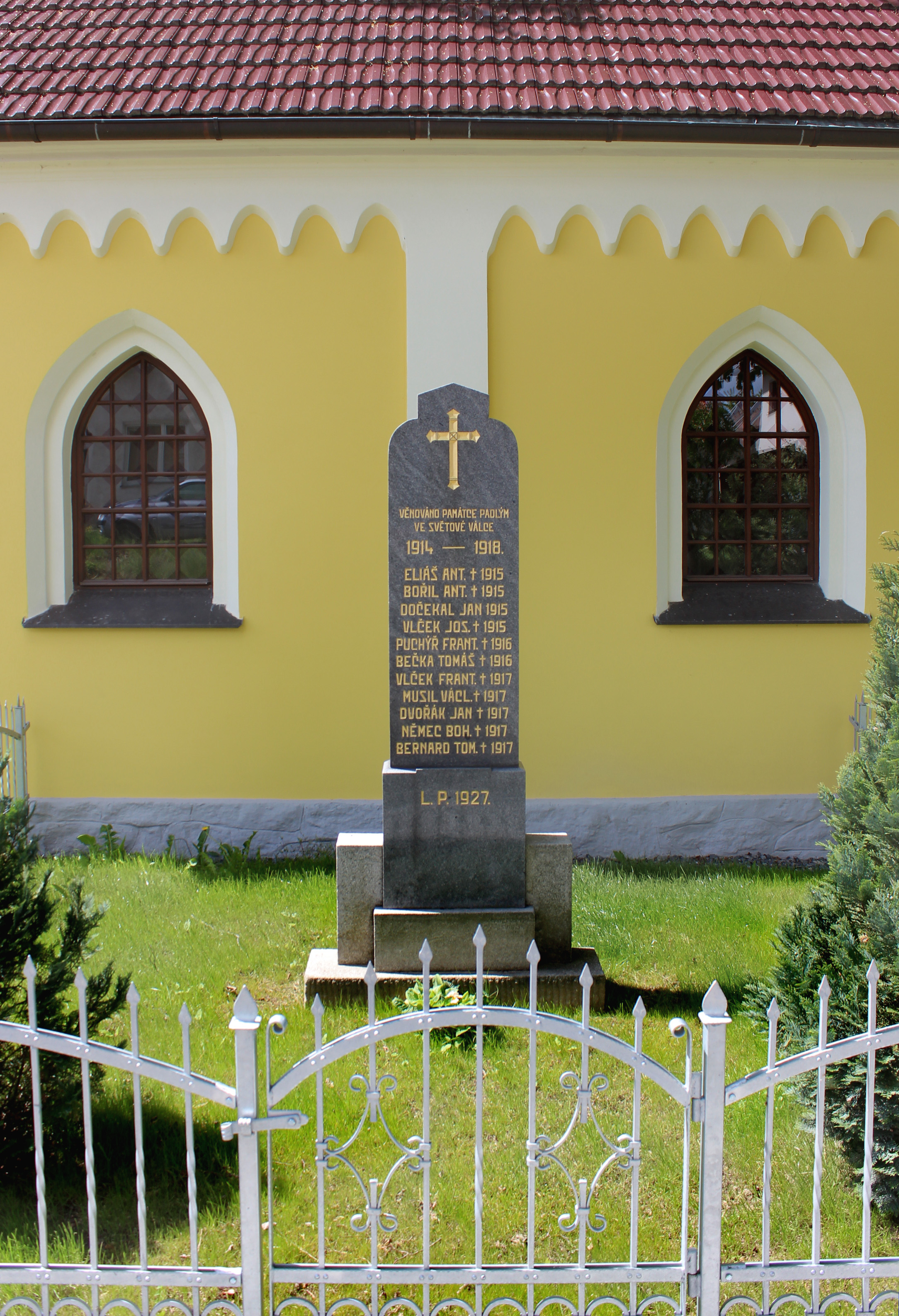
Památník obětem první světové války
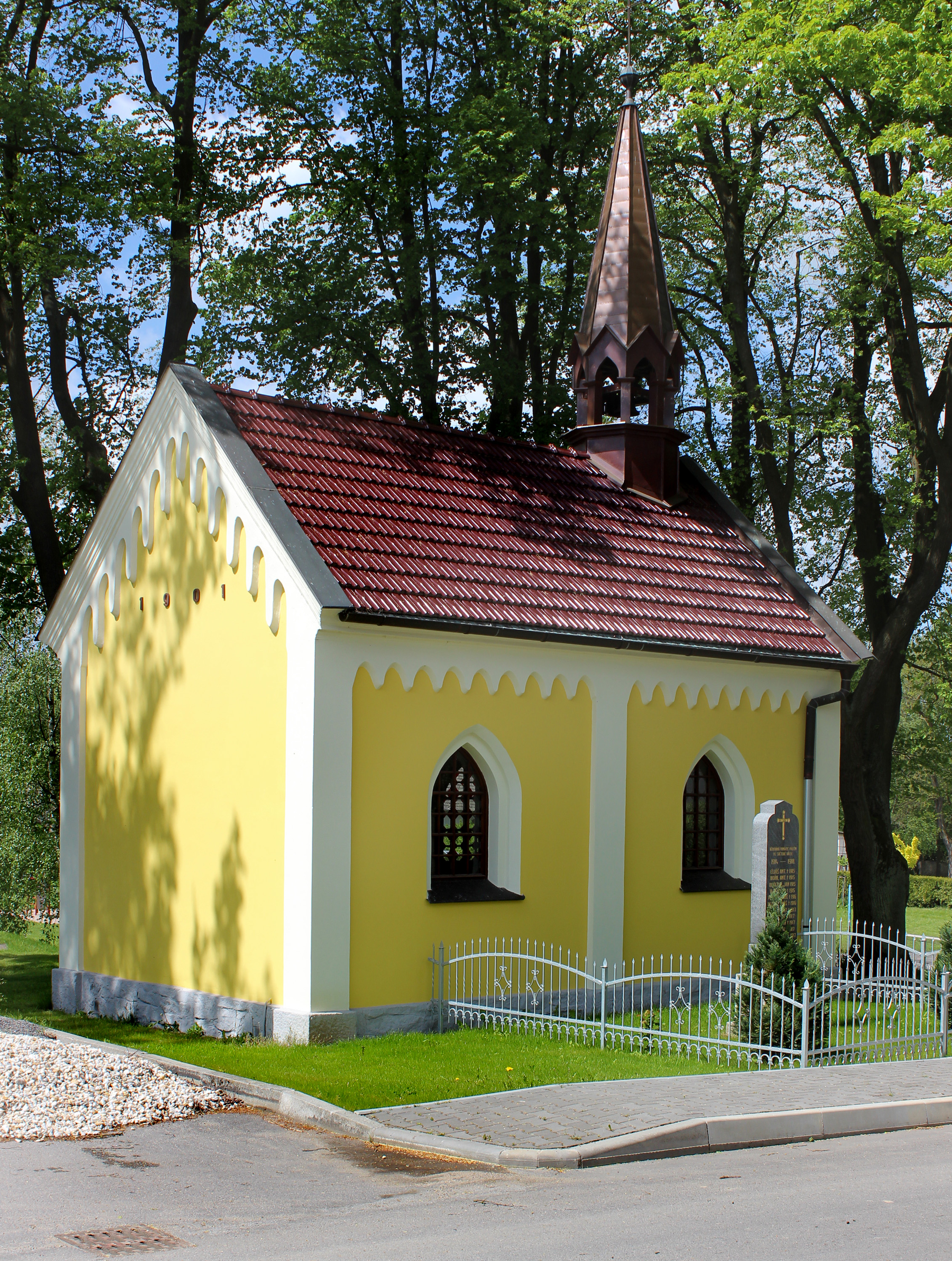
Kaple na návsi
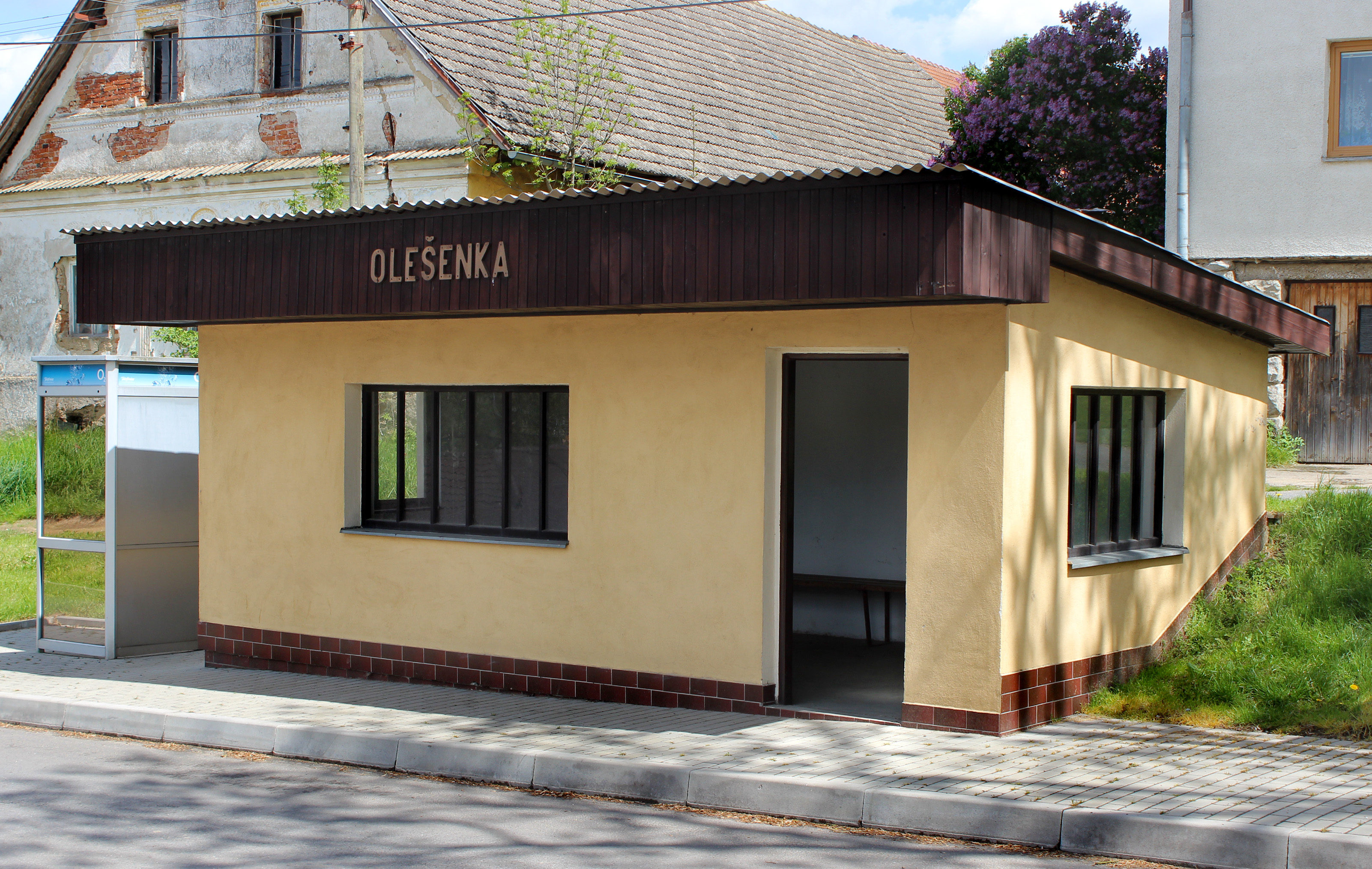
Zastávka